# Videur
Un videur, aussi appelé physionomiste, portier ou, au Canada, bouncer, est une personne dont le métier est assimilé à celui d'agent de sécurité privé. Il consiste à filtrer l'entrée (établissements de nuit, cabarets, bals, concerts, réunions politiques) et peut intervenir à l'intérieur de certains lieux publics. Il peut être chargé d'interdire l'accès voire d'expulser des personnes en fonction de règles ou de comportements.
Ce métier est rarement pratiqué par des femmes. Même s'il n'existe que des risques ponctuels, un entraînement intensif en défense personnelle est nécessaire pour ce type de personnel.
Il est à distinguer du métier de physionomiste qui implique exclusivement le repérage des clients et l'interdiction de leur entrée dans un établissement.

## Réglementation
En France et en Belgique, et bien que des limites d'âges soient requises pour l'entrée dans certains établissements, le videur ne peut pas exiger de pièce d'identité de la part des clients.

## Videurs célèbres
- Pape François, videur d'un club de Córdoba (Argentine) dans sa jeunesse
- David Bautista
- Al Capone
- Vin Diesel
- Vincent D'Onofrio
- Michael Clarke Duncan
- Norman Foster
- Justin Trudeau, à Whistler, durant ses études
- Joel Abraham
- Le Jarl, videur au 1988 à Rennes